# (768) Struveana
(768) Struveana – planetoida z pasa głównego asteroid okrążająca Słońce w ciągu 5 lat i 214 dni w średniej odległości 3,15 au. Została odkryta 4 października 1913 roku w Obserwatorium Simejiz na górze Koszka na Półwyspie Krymskim przez Grigorija Nieujmina. Nazwa pochodzi od trzech rosyjsko-niemieckich astronomów: Friedricha von Struve, Ottona von Struve i Hermanna von Struve. Przed nadaniem nazwy planetoida nosiła oznaczenie tymczasowe (768) 1913 SZ.